# John Bakdal
John Bakdal (Død Marts 2006) var en dansk bugtaler, grafiker, m.m.
Han var bl.a. manden bag bugtaler-showet "Holger mobbes" og grafiker bag flere af AV-Forlaget Den Grimme Ællings oprindelige, håndtegnede forsider til lydbøger. Desuden skuespiller på bl.a. ekstramaterialet på DVD'en med den danske film "Næste skridt" (international titel: "Next step", indspillet i 2005 og udsendt på DVD i 2007). Bakdals præstation blev klippet ud af den færdige film, men, er, som sagt, stadig at finde blandt ekstramaterialet.
Han havde stor succes med sine børneforestillinger "Holger mobbes" frem til sin alt for tidlige død i 2006.